# Jean Raphael Vanderlei Moreira
Jean Raphael Vanderlei Moreira, noto come Jean (Campo Grande, 24 giugno 1986), è un calciatore brasiliano, centrocampista della Portuguesa-MS.

## Carriera
Ha fatto il suo debutto nella partita di campionato persa dal San Paolo contro il Santos per 2-1 il 17 luglio 2005.

## Palmarès

### Club

#### Competizioni nazionali
- Campionato brasiliano: 4

San Paolo: 2008
Fluminense: 2012
Palmeiras: 2016, 2018

### Nazionale
- Confederations Cup: 1

Brasile 2013